# عبید ۲۱۷۱۲
سیارک ۲۱۷۱۲ (به انگلیسی: 21712 Obaid، نامگذاری:1999RL96) بیست و یک هزار و هفتصد و دوازدهمین سیارک کشف شده‌است که در ۷ سپتامبر ۱۹۹۹ کشف شد.
قدر مطلق سیارک برابر ۱۲.۹ است.